# NGC 761
NGC 761 je galaksija u zviježđu Trokut.

## Vanjske poveznice
- SEDS: NGC 761